# Pornofilmy
Pornofilmy (russisch: Порнофильмы) ist eine russische Punkband aus Dubna. Sie ist eine der populärsten Rockbands in Russland. Die Band wurde 2008 gegründet und besteht aus dem Sänger und Texter Wladimir Kotljarow, dem Sologitarristen Vyacheslav Seleznev, dem Rhythmusgitarristen und Bandmanager Alexander Rusakov, dem Schlagzeuger Kirill Muravyov sowie dem Bassisten Alexander Agafonov. Die Band sticht hervor durch ihre hochpolitischen Texte sowie durch die Propagierung eines gesunden Lebensstils. Alle Mitglieder sind Vegetarier, trinken keinen Alkohol, konsumieren keine Drogen und rauchen nicht. Zunächst nur in ihrer Heimat bekannt, erlangte die Band nach der Veröffentlichung ihres vierten Albums, In the Range Between Despair and Hope, und aufgrund der Untersagung einer Reihe von Konzerten durch lokale Behörden nationale Bekanntheit und wurde zu einem der führenden Vertreter russischer Rockmusik.
Bisher hat Pornofilmy acht Studioalben, fünf Minialben und drei Singles veröffentlicht.

## Bandname und Geschichte
Laut Bandleader Vladimir Kotlyarov ist der Name der Band eine Metapher für die sie umgebende Lebensrealität.
Kotlyarov suchte einen Namen, der verfängt, Neugier weckt und anstößt. Der Name war gefunden, als die Band in ihrer Garage einen Fernsehbericht verfolgte, in dem über die Liquidation einer illegalen Produktionsstätte für Pornofilme berichtet wurde. Das Wort Pornofilmy erschien ihm als Bandname absurd und cool zugleich.
Obwohl der Name Restriktionen mit sich brachte, zum Beispiel keine TV-Auftritte zu bekommen, gab es für die Band niemals Zweifel:
„We still remain underground.“ (Noch bleiben wir Underground.)

### Anfänge
2008 gegründet, setzte 2012 eine lebhafte Entwicklung der Band ein, nachdem sich die Bandmitglieder geschlossen von Alkohol, Rauchen und anderen schlechten Gewohnheiten abwandten und dies zum Hauptthema ihrer Texte machten.
Die Musiker nahmen ihre Musik in einer Garage auf und mischten sie zunächst selbst ab, bevor sie schließlich einen Freund der Band gegen Bezahlung für das Mastering engagierten.
Allmählich erlangte die Band mehr und mehr Aufmerksamkeit in Russland, die jedoch nicht durchgängig positiv war. Der erste Song Come! vom Album Russian Dream. Part I von 2015 ist einem Fan gewidmet, der aufgrund mangelnden Verständnisses und Rückhalts in seiner Umgebung Selbstmord verübte, indem er vom Dach eines Hauses sprang. Seine Mutter schrieb später einen Brief an die Band, in dem sie darum bat, einen Song zu schreiben, der den jungen Fans vermittelt, niemals im Leben die Hoffnung aufzugeben, um so andere vor dem Schicksal ihres Sohnes zu bewahren.

### Wachsende Popularität
Die Band gewann schließlich erheblich an Popularität nach der Veröffentlichung der Alben In the Range Between Despair and Hope 2018 und It Shall Pass 2020. Sie hatten 2020 Auftritte im Moskauer Adrenalin Stadion und im Eispalast Sankt Petersburg sowie im Russischen Fernsehen und in der Talkshow Evening Urgant.

## Charity
Die Band tritt häufig auf Wohltätigkeitskonzerten auf. 2017 startete die Band ein Crowdfunding auf der Website Planeta.ru zugunsten einer Leukämie-Stiftung. Einen erreichten Betrag von 550.000 Rubel stockte die Band um 909.101 Rubel auf.
Für die gleiche Stiftung gab die Band ein Akustik-Konzert, wo sie weiteres Geld einwarb. Darüber hinaus verteilten sie über die Stiftung persönlich Kleidung, Essen und andere Waren an Bedürftige.
Im Mai 2018 besuchte die Band ein Krebszentrum für Kinder, wo sie den Kindern Grundlagen musikalischer Strukturen vermittelten.
Am 1. April 2020 gab der Bandleader Vladimir Kotlyarov online ein Akustik-Konzert um Stiftungsarbeit für den Kampf gegen Leukämie zu unterstützen. Dabei wurden weitere 950.000 Rubel eingespielt. Darüber hinaus spendeten YouTube Nutzer zusätzliche 855.000 Rubel. Die gesamte Summe (umgerechnet rund 20.000 €) wurde der Stiftung am nächsten Morgen übergeben.

## Vorfälle und Repressionen
Insbesondere aufgrund regierungskritischer Texte, aber auch wegen des Bandnamens, ist die Band zahlreichen Repressionen ausgesetzt.
In Ulan-Ude sahen Einwohner mit dem Bandnamen aushängende Plakate als pornografische Werbung an und verfassten Beschwerden.
Im Dezember 2016 wurde in Volgograd auf dringlichen Antrag der Staatsanwaltschaft der Region Volgograd ein Konzert gecancelt.
Im Oktober 2017 wurden auf Antrag des Inlandsgeheimdienstes der Russischen Föderation und städtischer Behörden Konzerte der Band in der Region Vladimir, in Murom, in der Region Nizhny Novgorod und in Vyska gecancelt.
Ursprünglich war für den 21. Oktober 2017 ein Konzert im Club „Art Bar 111“ in Murom geplant. Dann jedoch nahm Tatyana Makurina, die Eigentümerin des Clubs, Kontakt zu Anna Shishkina, Vorsitzende des Ausschusses für Entwicklung und Verbrauchermärkte auf. Sie forderte, das Konzert wegen extremistischer und faschistischer Propaganda zu untersagen. Später wurde Makurina von der Staatsanwaltschaft vorgeladen, wobei der Staatsanwalt und der Inlandsgeheimdienst der Russischen Föderation erklärten, dass Pornofilmy untersagt werde, in der Region Vladimir aufzutreten, weil sie Extremisten seien. Die Stadtverwaltung erklärte der Band gegenüber: „Wir wollten das Konzert nicht canceln, aber wir haben eine Anweisung der Administration von Murom erhalten. Uns wurde gesagt: ‚Verstehen Sie, Murom ist eine kleine Stadt. Ihnen, Ihrer Geschäftsstelle und Ihrer Familie kann alles mögliche widerfahren.‘ Sie drohen meine Geschäftsstelle zu schließen und ich werde in Murom nicht mehr arbeiten und leben können.“
Auch nachdem das Konzert in die Nachbarstadt Vyksa verlegt worden war, konnte die Band nicht auftreten. Laut dem Bandgitarristen Alexander Rusakov, lehnte der Klubbesitzer den Auftritt ab, weil er „telefonisch die Androhung einer möglichen Schließung seines Clubs erhalten habe“. Dies war nicht das erste Mal, dass die Autoritäten der Region Vladimir ein Auftrittsverbot durchsetzten. Als Reaktion auf den Vorfall stellte der Sänger der Band den Livestream eines Akustik-Konzertes auf VKontakte online.
Das Nashestvie-Festival fand mehrere Jahre mit Unterstützung des Verteidigungsministeriums statt. Für 2018 hatten die Organisatoren angekündigt, dass das Verteidigungsministerium nicht teilnehmen werde, was dazu führte, dass eine ganze Anzahl von Bands nun ihre Teilnahme zusagten. Zwei Wochen vor dem Beginn des Festivals erklärten die Organisatoren dann allerdings, dass das Verteidigungsministerium auch in diesem Jahr aufmarschieren werde. Pornofilmy kündigte daraufhin am 23. Juli auf ihren Seiten in den sozialen Netzwerken an, dass die Band wegen militaristischer Propaganda nicht auftreten werde. „No propaganda of militarism – this was our main condition for participation in the festival“. In den darauf folgenden Tagen zogen Bands wie Elysium, Yorsh, Distemper, Poschlaja Molli und die Sängerin Monetotschka ihre Teilnahme an dem Festival aus demselben Grund zurück.
Im Januar 2020 eröffnete das FAS Department in der Region Ulyanovsk einen Fall aufgrund einer Konzertankündigung von Pornofilmy. Laut einem Einwohner, der eine Beschwerde verfasst hatte, führe die Konzertankündigung ohne spezifischen Hinweis auf die Punkrock Band Verbraucher in die Irre.
Am 11. März 2020 zog der Galaktika Club in Chelyabinsk ein Konzert zurück und zitierte zur Begründung einen Brief der Polizei, wonach die Texte der Band obszöne Sprache enthielten, Kinder zu Handlungen ermutige, die Gesundheit und Leben bedrohten, zu Drogenkonsum aufriefen, familiäre Werte verleugneten und Eltern missachteten.

## Diskografie

### Studioalben
- Glue! (2010)
- Boring Life (2012)
- Karma of the Workers
- Poor Country (2013)
- Youth and Punk Rock (2014)
- Russian Dream. Part I (2015)
- Russian Dream. Part II (2016)
- In the Range Between Despair and Hope (2017)
- It Shall Pass (2020)

### Minialben
- You Are in My Sect (2011)
- Art (2012)
- How Many Bombs Will Go Off? (2012)
- On All Screens of the Country (2012)
- White Flakes (2014)
- Resistance (2015)
- Like the Last Time (2016)

### Singles
- Our Names (feat Lumen) (2015)
- I’m so Afraid (2018)
- Rituals (2019)